# 基础代谢率
基础代谢率（英語：basal metabolic rate，首字母缩写）是指在自然温度环境中，恆温動物（比如人）的身体在非劇烈活动的状态下，处于非消化状态，维持生命所需消耗的最低能量。这些能量主要用于保持各器官的机能，如呼吸（肺）、心跳（心脏）、腺体分泌（脑及其他神经系统）、过滤排泄（肾脏）、解毒（肝脏）、肌肉活动等等。基础代谢率会随着年龄增加或体重减轻而降低，而随着肌肉增加而增加。疾病、进食、环境温度变化、承受压力水平变化都会改变人体的能量消耗，从而影响基础代谢率。基础代谢率的测量需要在严格的条件下进行，受测者必须处于清醒且完全静止状态，同时其交感神经系统需要保持非激活状态。另一种相关的条件但较宽松的测量是“静止代谢率”（單純維持生理消耗，此數據用在描述變溫動物居多）的测量
基础代谢率和静止代谢率的测量可以采用量热法来进行气体分析而直接获得结果，或通过一个包含有年龄、性别、身高、体重的公式来进行间接估算。基础代谢率的单位可以是“千焦/平方米/小时”，表征每小时每平方米体表所散发的热量。或在多數健身、營養學語境中更改時間單位為「日」，也就是「一日基礎代謝大約是多少千卡」。

### 引用
1. ↑  CaloriesPerHour.com. . Calculating BMR and RMR.   [2008-01-26]. （原始内容存档于2008-01-05）.